# 寬帶黃毒蛾
寬帶黃毒蛾（学名：Euproctis staudingeri）为毒蛾科黃毒蛾屬下的一个种。